# Rémi Pelletier-Roy
Rémi Pelletier-Roy (né le 4 juillet 1990 à Longueuil au Québec) est un coureur cycliste canadien.

## Biographie

### Jeunesse et débuts dans le cyclisme
C’est d'abord en ski alpin que Rémi s'initie au sport de compétition. Ayant pris part à plusieurs courses sur le circuit de la Fédération Internationale de ski alpin (FIS), il met un terme à sa carrière sportive pour se consacrer à ses études collégiales puisqu'il veut être admis en médecine. Par contre, la passion pour le sport a vite fait de le retrouver pour une nouvelle discipline, le cyclisme.  
Après son entrée sur l'équipe du Québec à sa toute première saison sur route à 18 ans (2008), et étant officiellement membre de l'équipe canadienne dès sa deuxième saison à 19 ans (2009), Rémi décide d'explorer son potentiel dans cette nouvelle discipline.  

### Carrière professionnelle
En 2010, Louis Garneau le remarque et l'intègre à son équipe Garneau-Club Chaussures-Norton Rose qui deviendra professionnelle en 2013 sous le nom de Garneau-Québecor. C'est aux côtés d'Antoine Duchesne que Rémi fait ses débuts sur le circuit professionnel de vélo de route, tout en étant membre de l'équipe canadienne de vélo sur piste. Même si son équipe se consacre uniquement à la route, Louis Garneau lui permet d'être sur l'équipe canadienne de vélo sur piste en même temps et lui promet de le supporter jusqu'à ce qu'il atteigne son rêve d'aller aux Jeux olympiques de Rio, comme lui l'a fait en 1984.
En 2014, Rémi Pelletier-Roy remporte une médaille de bronze lors de l'épreuve de scratch aux Jeux du Commonwealth de Glasgow, ce qui est à ce jour sa plus grande performance dans une compétition internationale. Peu après, il obtient le bronze lors des championnats panaméricains sur l'épreuve de l'omnium. Autres éléments notables en 2014, il bat la marque canadienne autant à l'épreuve de poursuite individuelle que par équipes. Il se voit ainsi double recordman canadien à ces épreuves.
En 2015, il remporte la médaille de bronze dans l'épreuve de poursuite par équipes aux Jeux panaméricains de Toronto. Il continue sur sa lancée lors des championnats panaméricains du Chili en récoltant la médaille de bronze à l'omnium ainsi que la médaille d'argent à l'épreuve de poursuite par équipes. En octobre dernier, Rémi ajoute à son palmarès trois titres de champion du Canada sur piste. Il est présentement au huitième rang du classement mondial en cyclisme sur piste (UCI) de l'Omnium, sa discipline de prédilection.                                                               
Depuis le début de sa carrière, c'est plus de 49 podiums, dont 32 victoires sur des courses provinciales, nationales et internationales que Rémi a cumulées. Depuis 2012, il a à son actif dix titres de Champion du Canada sur piste, dont trois sur l'année 2015. 
Ses objectifs sportifs à court et moyen terme sont de faire un top 10 sur une épreuve de la coupe du monde de cyclisme sur piste 2015-2016, de se sélectionner pour les championnats du monde de cyclisme sur piste 2016 et de conclure avec une sélection olympique pour les Jeux olympiques de 2016.

### Études
Parallèlement à sa carrière sportive, Rémi est étudiant en 5e année de médecine à l'Université Laval et il souhaite poursuivre sa spécialité en chirurgie orthopédique,.

## Palmarès sur route

### Par années
| - 2011 - Champion du Québec du contre-la-montre - 2e du championnat du Canada du contre-la-montre espoirs - 3e de la Killington Stage Race - 2012 - Champion du Québec sur route - Champion du Québec du contre-la-montre - 1re étape de la Green Mountain Stage Race (contre-la-montre) - 1er étape du Tour du Rwanda (contre-la-montre) - Chesco GP-Parkesburg - Grand Prix Charlevoix (classement général) - Grand Prix de la Mairie de Contrecœur - Grand Prix Granby (contre-la-montre) - Grand Prix Lapraicycle - 2e du Challenge Sprint Pro - 3e du championnat du Canada du contre-la-montre espoirs | - 2013 - Champion du Québec du contre-la-montre - Grand Prix de la Mairie de Contrecœur - Grand Prix Mercier - 2014 - Champion du Canada du critérium - Champion du Québec sur route - Champion du Québec du contre-la-montre - Champion du Québec du critérium - 1re étape de la Sea Otter Classic - 2015 - Critérium national de Montréal - Grand-Prix Granby (contre-la-montre) |  |

### Classements mondiaux
| Année                                 | 2013 | 2014 | 2015 | 2016  |
| ------------------------------------- | ---- | ---- | ---- | ----- |
| Classement mondial                    |      |      |      | 2809e |
| UCI Europe Tour                       | 660e | nc   | nc   | nc    |
| UCI America Tour                      | nc   | nc   | nc   | 576e  |
| UCI Africa Tour                       | 80e  | nc   | nc   | nc    |
|                                       |      |      |      |       |
| Légende : nc = non classéSource : UCI |      |      |      |       |

## Palmarès sur piste

### Championnats du monde
- Londres 2016
  - 12e de la poursuite par équipes
  - 14e de la poursuite individuelle

### Jeux du Commonwealth
- Glasgow 2014
  -  Médaillé de bronze du scratch

### Championnats panaméricains
- Aguascalientes 2014
  -  Médaillé de bronze de l'omnium
- Santiago 2015
  -  Médaillé d'argent de la poursuite par équipes (avec Ed Veal, Aidan Caves et Sean Mackinnon)
  -  Médaillé de bronze de l'omnium

### Jeux panaméricains
- Toronto 2015
  -  Médaillé de bronze de la poursuite par équipes
  - 5e de l'omnium

### Championnats du Canada
- 2010
  -  Champion du Canada de poursuite par équipes
- 2012
  -  Champion du Canada de poursuite individuelle
  -  Champion du Canada de la course aux points
  -  Champion du Canada de l'omnium
- 2013
  -  Champion du Canada de poursuite individuelle
- 2014
  -  Champion du Canada de poursuite individuelle
  -  Champion du Canada de l'omnium
- 2015
  -  Champion du Canada de poursuite individuelle
  -  Champion du Canada de poursuite par équipes (avec Ed Veal, Sean Mackinnon et Aidan Caves)
  -  Champion du Canada de l'américaine (avec Jacob Schwingboth)
  -  Champion du Canada de l'omnium
  - 3e du championnat du Canada du kilomètre